# Davide Massa
Davide Massa (Imperia, Italia - 15 de julio de 1981) es un árbitro de fútbol italiano internacional desde el 2014 y arbitra en la Serie A de Italia.

## Biografía
Árbitro, vigente desde enero de 1997, pertenece a la Asociación italiana de árbitros de Imperia. Licenciado en derecho por la Universidad de Génova, trabaja en una entidad bancaria; casado con Roberta, tiene dos hijos: Eleonora que nació en 2012 y Federico que nació en 2016. Después del proceso en las categorías inferiores, fue promovido a la Comisión Nacional de Árbitros de la Serie C (CAN C).
Esta categoría suma cuatro años de permanencia, y en julio de 2010 obtuvo la transición a la Comisión Nacional de Árbitros de la Serie B (CAN B). El partido de debut fue Vicenza - Portogruaro, que tuvo lugar el 28 de agosto de 2010. Más tarde, de agosto a enero, sumó otras diez apariciones, para un total de once en la mitad de la temporada.
Pronto llegaría el debut en la Serie A, que tendía lugar el domingo 23 de enero de 2011 en Fiorentina - Lecce.
Al final de la temporada, recibe la designación para el partido de ida de uno de los dos playoffs de la Serie B entre Padova y Varese, que se realizó el 2 de junio; con esta designación gana un récord: de hecho, es el primer árbitro de CAN B designado para un partido de play-off o play-out. Al final de la temporada 2010-2011, hizo veinte apariciones en la Serie B más los play-offs, lo que dio como resultado que el árbitro recién ingresado con más partidos en la Serie B y, además, los recién ingresados con más presencias en la Serie A.
En junio de 2012, CAN B lo designó para dirigir una de las dos semifinales de retorno de playoffs, para acceder a la Serie A, entre Hellas Verona y Varese.
El 2 de julio de 2012 fue promovido a CAN A y en el mismo año fue galardonado con el prestigioso "Premio Bernardi" otorgado por la sección de árbitros de Bolonia al mejor recién llegado en la Serie A.
En diciembre de 2013, se gana su clasificación internacional a partir del 1 de enero de 2014: está incluido en la "segunda clase" de la UEFA junto con su colega Marco Guida.
En el verano de 2014 hizo su debut en las copas europeas y más precisamente en la Liga Europa de la UEFA dirigiendo dos rondas preliminares: el 17 de julio IF Elfsborg- Inter Baku (0-1) y el 31 de julio en MŠK Žilina - FK AS Trenčín (0-0).
En julio de 2015 representa a la clase de arbitraje italiano en la Universiada de 2015 desarrollada en Gwangju Corea del Sur.
En julio de 2017, fue seleccionado por la UEFA para dirigir algunas de las competiciones europeas sub-19 en Georgia (incluida la semifinal Inglaterra - República Checa). Poco después, se anuncia su designación como árbitro adicional para la Supercopa de Europa 2017, que se jugó el 8 de agosto de 2017 en Skopie entre el Real Madrid y el Manchester United, encabezado por su compatriota Gianluca Rocchi.
En agosto de 2017 fue designado para la Supercopa de Italia 2017, que tuvo lugar entre la Juventus y la Lazio.
Al final de la temporada 2017-18 dirigió 108 partidos de la Serie A.
En junio de 2018, fue promovido por la UEFA en la categoría de mérito de primera clase y el siguiente 6 de noviembre fue designado por primera vez en su carrera en la Liga de Campeones de la UEFA, dirigiendo el Oporto - Lokomotiv Moscú, un partido que terminó 4-1 para el equipo local.
El 23 de abril de 2023 arbitró el derbi de la Superliga griega Olympiacos CFP- AEK Atenas 1-3 provocando enormes quejas del equipo Olympiacos CFP con su arbitraje, favoreciendo escandalosamente  el equipo AEK Atenas y provocando la invasión al final del partido por parte de los oficiales del equipo Olympiacos CFP, el presidente de Evangelos Marinakis y la afición del Olympiacos que se enfrentaron con la Policía.  
En concreto, Davide Massa está siendo revisado por la no concesión de un penalti por parte del jugador del AEK Athens Domagoj Vida al jugador del Olympiacos CFP Cédric Bakambu en el minuto 13, la no expulsión del jugador del AEK Atenas Damian Szymański por un marcaje homicida al jugador del Olympiacos CFP Mathieu Valbuena en el minuto 38, la concesión de  un inexistente penalti a favor del AEK Athens en la marcación del futbolista del Olympiacos CFP Oleg Reabciuk sobre el futbolista del AEK Athens Domagoj Vida en el 82  y la falta sin marcar del futbolista del AEK Athens Nordin Amrabat sobre el futbolista del Olympiacos CFP Oleg Reabciuk en el minuto 91 antes del tercer gol del AEK Athens. El VAR en este partido también fue el italiano Marco Piccinini quien también escandalosamente no intervino en ningún momento del partido. Tras el final del partido, el árbitro Davide Massa escribió en el acta del partido que cuando salió del campo, sintió un golpe en sus genitales por parte de personas que no reconoció.

## Carrera

### Torneos de selecciones
Ha arbitrado en los siguientes torneos de selecciones nacionales:
- Campeonato Europeo de la UEFA Sub-19
- Eurocopa Sub-21
- Campeonato de Europa Sub-17 de la UEFA
- Liga de las Naciones de la UEFA
- Clasificación para la Eurocopa 2020
- Copa Mundial de Fútbol Sub-20 en el 2019 en Polonia[8]

### Torneos de clubes
Ha arbitrado en los siguientes torneos de internacionales de clubes:
- Liga de Campeones de la UEFA
- Liga Europea de la UEFA
- Liga Juvenil de la UEFA